# Musikjahr 1845
Liste der Musikjahre

◄◄ | ◄ | 1841 | 1842 | 1843 | 1844 | Musikjahr 1845 | 1846 | 1847 | 1848 | 1849 | ► | ►►

Weitere Ereignisse
Dieser Artikel behandelt das Musikjahr 1845.

## Ereignisse
- 04. März: Bei der Amtseinführung des US-Präsidenten James K. Polk wird zum ersten Mal Hail to the Chief als Präsidialsalut gespielt.
- 12. August: Auf dem Bonner Münsterplatz wird das von Ernst Hähnel entworfene und von Jacob Daniel Burgschmiet ausgeführte Beethoven-Denkmal feierlich enthüllt. Begleitet wird die Enthüllungsfeierlichkeit von einem mehrtägigen Fest, bei dem Franz Liszt Regie führt. Als Veranstaltungsort entsteht die erste Beethovenhalle.

## Instrumental- und Vokalmusik

Felix Mendelssohn Bartholdy, Gemälde von Eduard Magnus

- Felix Mendelssohn Bartholdys Violinkonzert e-Moll wird am 13. März mit Erfolg in Leipzig uraufgeführt. Solist ist Ferdinand David, für den Bartholdy das Stück komponiert hat.
- 20. Dezember: In Leipzig kommt Felix Mendelssohn Bartholdys 2. Klaviertrio zur Uraufführung. Fertiggestellt wurde das als Geburtstagsgabe für seine Schwester Fanny gedachte Klaviertrio (in der Besetzung Klavier, Violine und Violoncello) am 30. April.
- Louis Spohr: Quintett D-Dur für Klavier, zwei Violinen, Viola und Violoncello, op. 130; Quartettkonzert für zwei Violinen, Viola und Violoncello mit Begleitung des Orchesters a-Moll, op. 131
- Franz Berwald: Sinfonie Nr. 3 C-Dur Sinfonie singulière; Sinfonie Nr. 4 Es-Dur Sinfonie naïve; Gustaf Adolph den stores seger och död vid Lützen (Vokalwerk)
- Frédéric Chopin: Trois Mazurkas a-Moll, As-Dur, fis-Moll op. 59
- Robert Schumann: Studien für Pedalflügel. Sechs Stücke in kanonischer Form (Klavier) op. 56; Sechs Fugen über BACH für Orgel oder Pedalflügel op. 60; Vier Fugen (Klavier) op. 72;  Klavierkonzert op. 54
- Clara Schumann: Drei Präludien und Fugen für Klavier op. 16; Präludium f-Moll; Praeludium und Fuga a 4 Voci fis-Moll
- Giuseppe Verdi: Album mit sechs Romanzen für eine Singstimme und Klavier
- Michail Iwanowitsch Glinka: Spanische Ouvertüre Nr. 1 (Caprice brillant über das Thema der Jota aragonesa)
- Niels Wilhelm Gade: Quintett für 2 Violinen, 2 Violen und Violoncello op. 8
- Johann Strauss (Vater): Geheimnis aus der Wiener-Tanzwelt op. 176 (Walzer)
- Johann Strauss (Sohn): Die jungen Wiener op. 7; Faschings-Lieder op. 11; Jugend-Träume op. 12; Sträusschen op. 15; Berglieder op. 18; Amazonen-Polka op. 9; Czechen-Polka op. 13; Patrioten-Marsch op. 8; Elfen-Quadrille op. 16; Dämonen-Quadrille op. 19
- Anton Bruckner: Motette Tantum ergo, WAB 32; Motette Tantum ergo, WAB 43; Das Lied vom deutschen Vaterland, WAB 78 (um 1845); Kantate Vergißmeinnicht, WAB 93; Motette Herz Jesu-Lied, WAB 144; Motette O Du liebes Jesu-Kind, WAB 145

## Musiktheater
- 05. Januar: In Dresden erfolgt die Uraufführung der Oper Kaiser Adolph von Nassau von Heinrich Marschner.
- 14. Januar: Uraufführung der Oper Virginia von Nicola Vaccai in Rom, (Teatro Apollo).
- 15. Februar: Am Teatro alla Scala di Milano in Mailand wird die Oper Giovanna d’Arco von Giuseppe Verdi uraufgeführt. Das Libretto von Temistocle Solera basiert auf dem Trauerspiel Die Jungfrau von Orléans von Friedrich Schiller. Die Reaktion des Publikums ist geteilt.
- 20. Februar: Uraufführung der Oper La solitaria delle Asturie von Luigi Ricci in Odessa, (Teatro Italiano)
- 26. März: Die Uraufführung der Operette Modehandlerskan (Die Putzmacherin) von Franz Berwald findet am Königlichen Theater in Stockholm statt.
- 09. April: Die Oper Der Traum der Christnacht von Ferdinand von Hiller mit dem Libretto von Carl Gollmick hat seine Uraufführung in Dresden.
- 20. April: Uraufführung der Oper Fridolin oder Der Gang zum Eisenhammer von Conradin Kreutzer in Darmstadt.
- 21. April: Albert Lortzings Romantische Zauberoper Undine nach der gleichnamigen Erzählung von Friedrich de la Motte Fouqué wird am Stadttheater in Magdeburg uraufgeführt.
- 14. Mai: Die Uraufführung der Oper The Enchantress von Michael William Balfe findet am Theatre Royal Drury Lane in London statt.
- 25, Mai: Uraufführung der erweiterten Fassung der Oper Hans Sachs von Albert Lortzing im Nationaltheater Mannheim
- 11. August: Uraufführung des Balletts Le diable à quatre von Adolphe Adam in Paris

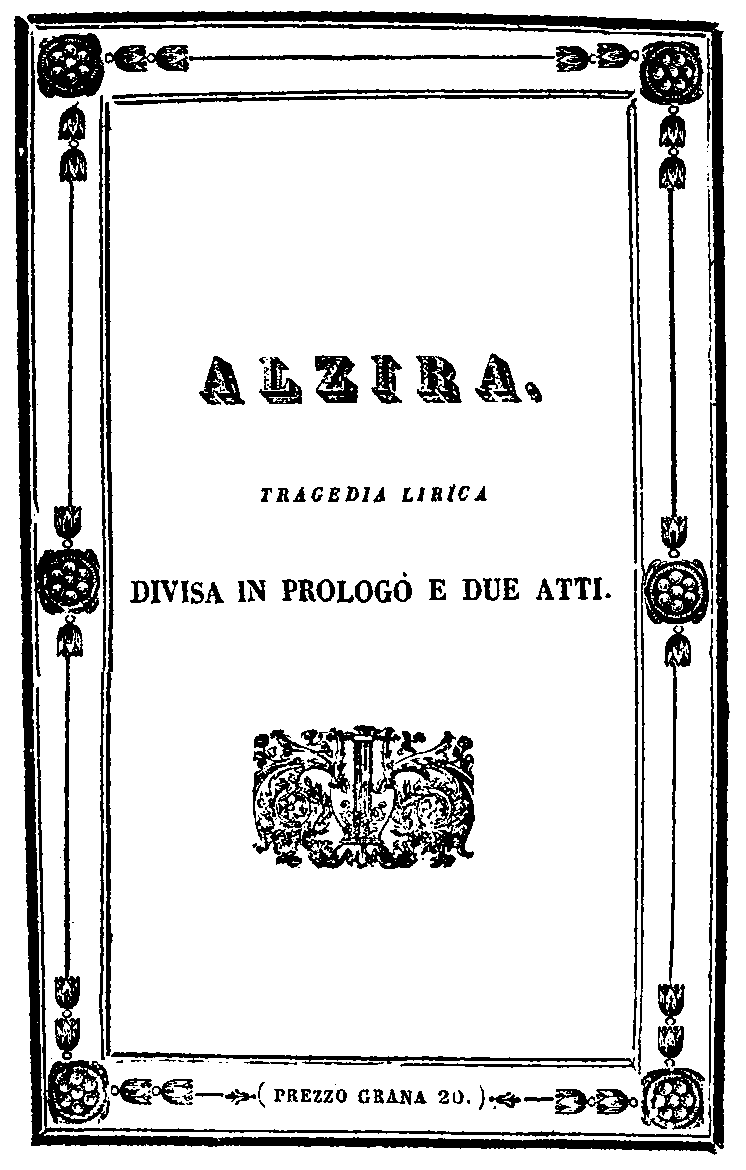
Alzira, Titelblatt des Librettos, Neapel 1845

- 12. August: Die Oper Alzira von Giuseppe Verdi hat am Teatro San Carlo in Neapel ihre Uraufführung, die erste Alzira ist dabei Eugenia Tadolini. Nach der geteilten Aufnahme der Premiere wird die Oper in der Spielzeit trotzdem häufig gezeigt. Am 28. Oktober erfolgt eine Aufführung am Teatro Argentina in Rom. Nach dem Misserfolg in Rom spielen nur wenige Theater in Italien die Oper nach.

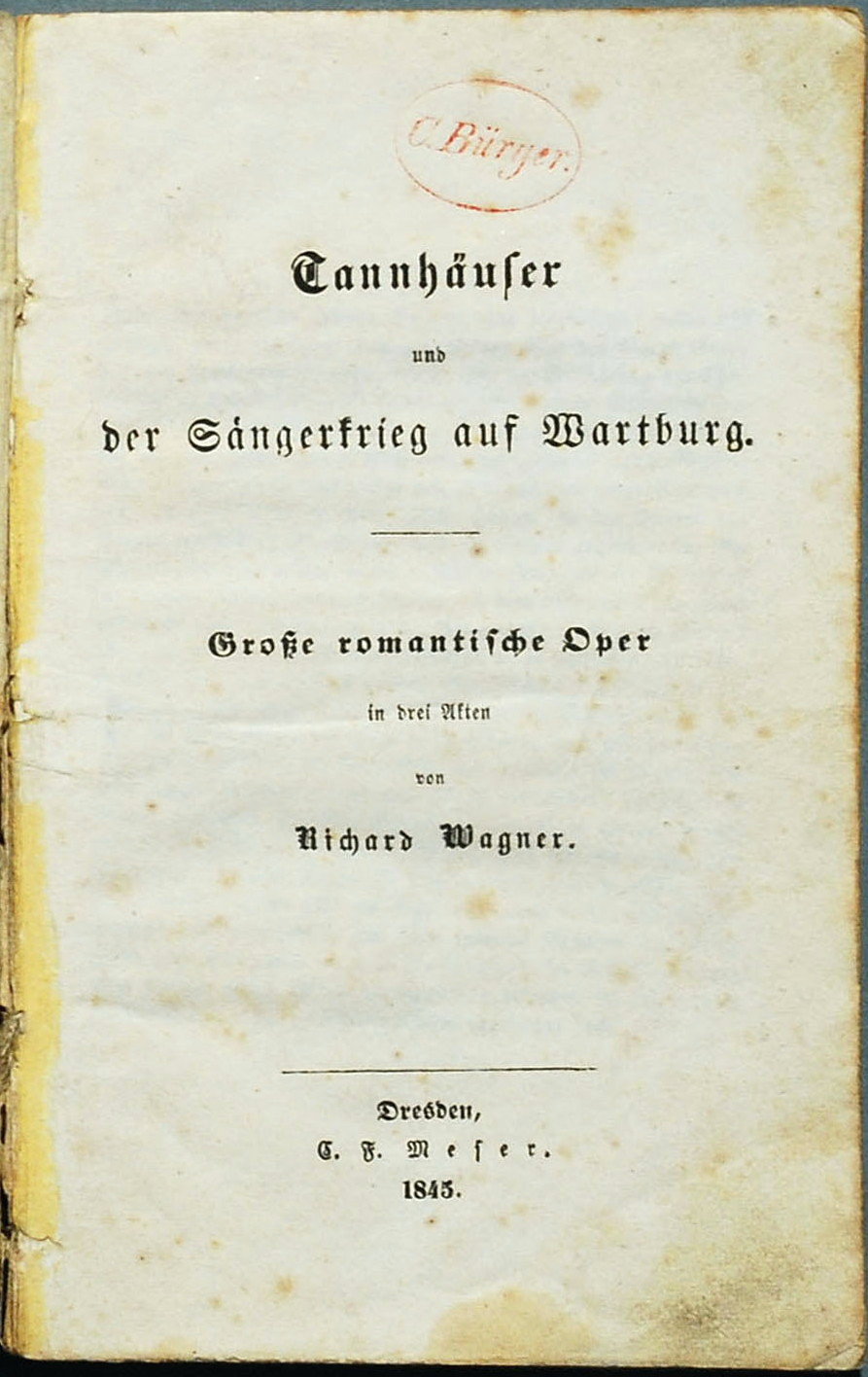
Titelblatt des Textbuchs im Jahr der Uraufführung

- 19. Oktober: Die Uraufführung der Oper Tannhäuser von Richard Wagner findet am Königlich Sächsischen Hoftheater (Semperoper) in Dresden statt. Joseph Tichatschek singt die Titelrolle, Wilhelmine Schröder-Devrient die Rolle der Venus.
- 17. Dezember: Uraufführung der Oper L’Etoile de Séville von Michael William Balfe in Paris.
- Giovanni Pacini: Lorenzino de’ Medici (Oper); Bondelmonte, tragedia lirica (Oper); Stella di Napoli (Oper)
- Saverio Mercadante: Il Vascello de Gama (Oper)
- Adolphe Adam: La dille de marbre (Ballett)
- Temistocle Solera: La hermana de palayo (Oper Uraufführung in Madrid)
- William Henry Fry: Leonora (Oper nach einem Stück von Edward Bulwer-Lytton)

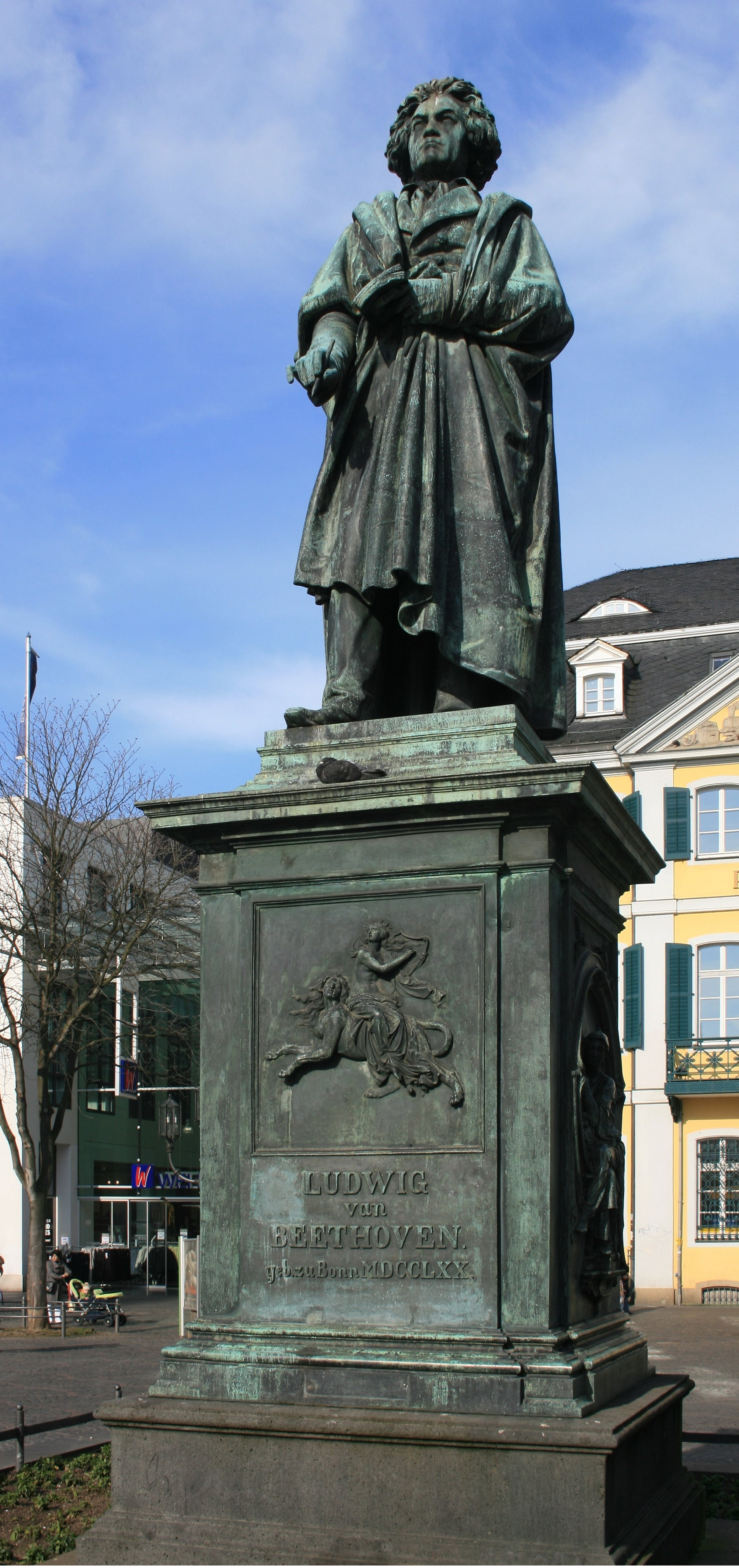
Beethovendenkmal auf dem Münsterplatz in Bonn

## Geboren

### Geburtsdatum gesichert
- 20. Januar: Bernhard Ziehn, deutsch-amerikanischer Musiktheoretiker († 1912)
- 08. Februar: Arthur Lavigne, kanadischer Geiger, Musikverleger, -veranstalter, -kritiker und -pädagoge († 1925)
- 21. Februar: Emma Cecilia Thursby, US-amerikanische Konzertsängerin und Hochschullehrerin († 1931)
- 14. März: August Bungert, deutscher Komponist († 1915)
- 25. März: Adolf von Groß, deutscher Bankier, Finanzverwalter der Bayreuther Festspiele († 1931)
- 12. Mai: Gabriel Fauré, französischer Komponist († 1924)
- 15. Mai: Julio Ituarte, mexikanischer Komponist († 1905)
- 15. Juni: Charles-Marie Panneton, kanadischer Pianist, Musikpädagoge und Komponist († 1890)
- 15. Juni: János Végh, ungarischer Jurist und Komponist († 1918)
- 30. Juni: Italo Campanini, italienischer Operntenor († 1896)
- 18. Juli: Michael Johannes Antonius Lans, niederländischer Komponist, Musikwissenschaftler und katholischer Priester († 1908)
- 08. August: Thomas Koschat, österreichischer Komponist und Chorleiter († 1914)
- 02. September: Mélanie Chasselon, französische Komponistin († 1923)
- 21. September: August Wilhelmj, deutscher Violinist († 1908)
- 10. Oktober: Anton Jörgen Andersen, norwegischer Komponist († 1926)
- 13. Oktober: Jelisaweta Andrejewna Lawrowskaja, russische Kontra-Alt-Opern- und Konzertsängerin und Hochschullehrerin († 1919)
- 30. Oktober: Gustav Weber, Schweizer Komponist († 1887)
- 06. November: Beniamino Cesi, italienischer Pianist und Komponist († 1907)
- 14. November: Joseph A. Fowler, kanadischer Organist, Pianist, Chorleiter, Komponist und Musikpädagoge († 1917)
- 14. November: Ernst Perabo, US-amerikanischer Pianist und Komponist († 1920)
- 24. November: Giuseppe Cairati, italienischer Musiker und Dirigent († 1915)
- 12. Dezember: Heinrich Klein, deutscher Opernsänger und Intendant († 1933)
- 24. Dezember: Giovanni Tagliapietra, italoamerikanischer Opernsänger († 1921)
- 26. Dezember: Salvatore Auteri-Manzocchi, italienischer Opernkomponist († 1924)

### Genaues Geburtsdatum unbekannt
- Angelo Ferni, italienischer Geiger († 1916)
- Sofija Alexandrowna Malosjomowa, russische Pianistin und Hochschullehrerin († 1908)
- Jesús María Suárez, venezolanischer Pianist, Komponist und Musikpädagoge († 1922)

## Gestorben

### Todesdatum gesichert
- 28. Februar: Charles Duvernoy, französischer Klarinettist, Musikpädagoge und Komponist (* 1766)
- 01. März: Gerhard Janssen Schmid, deutscher Orgelbauer (* 1770)
- 13. März: Charles-Guillaume Étienne, französischer Schriftsteller, Politiker, Librettist und Mitglied der Académie française (* 1777)
- 24. März: Ludwig Gall, österreichischer Beamter und Pianist (* 1769)
- 13. Mai: Francesca Riccardi, italienische Opernsängerin (* 1788)
- 28. Juli: François René Gebauer, französischer Komponist, Professor und Fagottist (* 1773)
- 31. Juli: Karl Riefstahl, deutscher Geiger, Komponist und Musikjournalist (* 1808)

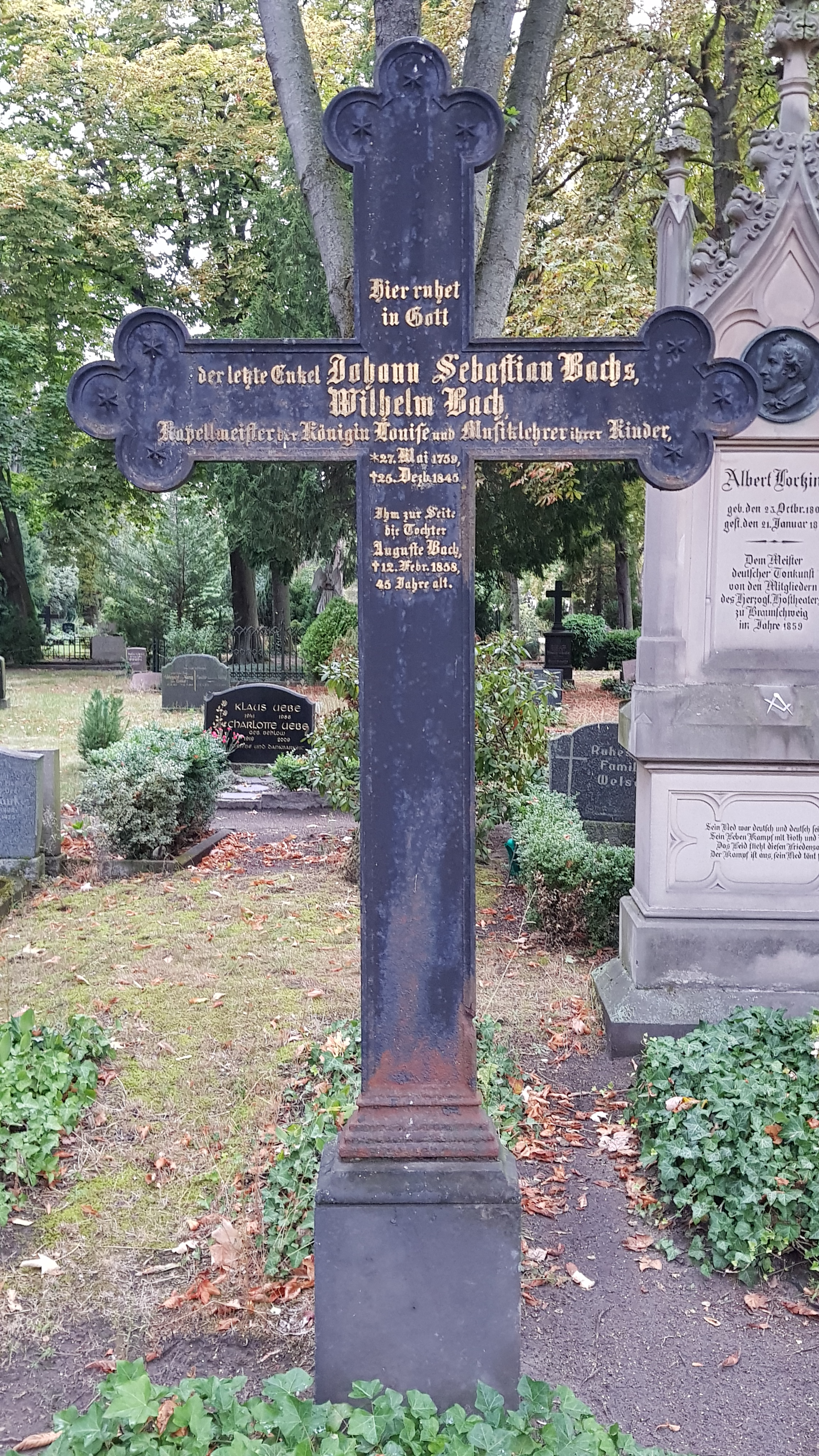
Grab von Wilhelm Friedrich Ernst Bach in Berlin-Mitte

- 12. August: Alexander Juhan, US-amerikanischer Komponist, Pianist und Dirigent (* 1765)
- 10. September: Karl August von Lichtenstein, deutscher Opernsänger, Komponist, Librettist, Übersetzer und Intendant (* 1767)
- 24. September: Johann Aloys Miksch, böhmischer Sänger und Gesangslehrer (* 1765)
- 07. Oktober: Isabella Colbran, spanische Opernsängerin und Komponistin (* 1785)
- 02. Dezember: Johann Simon Mayr, deutscher Komponist der italienischen Oper (* 1763)
- 25. Dezember: Wilhelm Friedrich Ernst Bach, deutscher Komponist (* 1759)

### Genaues Todesdatum unbekannt
- Friedrich Riel, deutscher Komponist und Pianist (* 1774)

### Gestorben nach 1845
- Johann Christian Carl Achenbach, deutscher Pianist und Komponist (* 1825)